# Théorie générationnelle de Strauss-Howe
La théorie générationnelle de Strauss-Howe, conçue par William Strauss (en) et Neil Howe (en), décrit un cycle de générations récurrentes, théorisé dans l'histoire américaine et l'histoire occidentale. Selon cette théorie, les événements historiques sont associés à des archétypes générationnels récurrents. Chaque archétype déclenche une nouvelle ère (appelée tournant) d’une durée d’environ 20 à 25 ans, dans laquelle existe un nouveau climat social, politique et économique. Ces cycles s'inscrivent dans un « saeculum (en) », un cycle plus vaste équivalent à une longue vie humaine, qui s'étend généralement de 80 à 100 ans (bien que certains saecula aient duré plus longtemps).

## Théorie
La théorie affirme qu’une crise se reproduit dans l’histoire américaine après chaque saeculum, suivie d’une reprise. Durant cette reprise, les institutions et les valeurs communautaires sont fortes. Par la suite, les archétypes générationnels successifs attaquent et affaiblissent les institutions au nom de l’autonomie et de l'individualisme, ce qui finit par créer un environnement politique tumultueux qui mûrit les conditions d’une autre crise et amène le cycle à se répéter[réf. nécessaire].
Strauss et Howe ont jeté les bases de leur théorie dans leur livre Generations: The History of America's Future, 1584 to 2069 (1991), qui traite de l'histoire des États-Unis sous la forme d'une série de biographies générationnelles remontant jusqu'à 1584. Dans leur livre The Fourth Turning (1997), les auteurs élargissent la théorie pour se concentrer sur un cycle récurrent de 4 générations afin de décrire l’histoire des États-Unis, y compris les Treize Colonies et leurs antécédents britanniques. Les auteurs examinent également des tendances générationnelles ailleurs dans le monde et décrivent des cycles similaires dans plusieurs pays développés.

## Critique
La réception académique de la théorie est mitigée. Certains félicitent Strauss et Howe pour leur « thèse audacieuse et imaginative », tandis que d'autres critiquent la théorie comme étant trop déterministe, infalsifiable et non étayée par des preuves rigoureuses,,,,. L'ancien vice-président américain Al Gore, contemporain de Strauss à l'Université Harvard, a qualifié Generations de livre le plus stimulant sur l'histoire américaine qu'il ait jamais lu, et en a même envoyé un exemplaire à chaque membre du Congrès. La théorie est influente dans les domaines des études générationnelles, du marketing et de la littérature sur la gestion d'entreprise. Cependant, la théorie est aussi décrite par certains historiens et journalistes comme étant pseudoscientifique,,, « farfelue », voire « un horoscope historique élaboré qui ne résistera jamais à l'examen scientifique. »,,,. Les critiques universitaires se concentrent sur le manque de preuves empiriques rigoureuses pour étayer la théorie, ainsi que sur le point de vue des auteurs selon lequel les groupements générationnels sont plus puissants que les autres groupements sociaux, tels que la classe économique, la race, le sexe, la religion et les partis politiques.

## Histoire
Le partenariat entre William Strauss et Neil Howe commence à la fin des années 1980 lorsqu'ils travaillent à l'écriture de leur premier livre Generations, qui traite de l'histoire des États-Unis comme une succession de biographies générationnelles. Préalablement, chacun avait écrit sur des sujets générationnels : Strauss sur les baby-boomers et la conscription de la guerre du Vietnam, et Howe sur la génération GI et les programmes de prestations fédérales. Strauss a également co-écrit deux livres avec Lawrence Baskir (en) sur la façon dont la guerre du Vietnam a affecté les baby-boomers : Chance and Circumstance: The Draft, the War, and the Vietnam Generation (1978) et Reconciliation after Vietnam (1977). Neil Howe a étudié ce qu'il croyait être l'attitude des États-Unis en matière de droits dans les années 1980 et a co-écrit On Borrowed Time: How the Growth in Entitlement Sending Menaces America's Future en 1988 avec Peter George Peterson. L'intérêt des auteurs pour les générations en tant que sujet plus large est apparu après leur rencontre à Washington, DC.

## Générations etsaecula
La théorie couvre 24 générations anglo-américaines. Chaque génération dure en moyenne de 20 à 22 ans. Le concept se dispose d'un saeculum aux chaque quatre archétypes (prophète, nomade, héros et artiste) qui sont accompagnés de tournants sur des événements qui ont marqué chaque génération (le haut, l'éveil, le démêlé et la crise).
| Saeculum        | Génération        | Archétype | Naissance    | Tournant                                                                          | Durée        |
| --------------- | ----------------- | --------- | ------------ | --------------------------------------------------------------------------------- | ------------ |
| Moyen Âge       | Arthurienne       | Héros     | 1433-1460    | Démêlé : Guerre de Cent Ans                                                       | 1435-1459    |
| Moyen Âge       | Humaniste         | Artiste   | 1461-1482    | Crise : Guerre des Deux-Roses                                                     | 1459-1497    |
| Réforme         | Réformiste        | Prophète  | 1483-1511    | Haut : Renaissance anglaise                                                       | 1497-1517    |
| Réforme         | Représailles      | Nomade    | 1512-1540    | Éveil : Réforme protestante                                                       | 1517-1542    |
| Réforme         | Élisabéthaine     | Héros     | 1541-1565    | Démêlé : Contre-Réforme et Réforme anglaise                                       | 1542-1569    |
| Réforme         | Parlementaire     | Artiste   | 1566-1587    | Crise : Invincible Armada                                                         | 1569-1594    |
| Nouveau Monde   | Puritaine         | Prophète  | 1588-1617    | Haut : Merry England                                                              | 1594-1621    |
| Nouveau Monde   | Cavaliers         | Nomade    | 1618-1647    | Éveil : puritanisme                                                               | 1621-1649    |
| Nouveau Monde   | Glorieuse         | Héros     | 1648-1673    | Démêlé : Restauration anglaise                                                    | 1649-1675    |
| Nouveau Monde   | Éclarcissante     | Artiste   | 1674-1700    | Crise : Glorieuse Révolution                                                      | 1675-1704    |
| Révolutionnaire | Éveillante        | Prophète  | 1701-1723    | Haut : littérature augustéenne                                                    | 1704-1727    |
| Révolutionnaire | Libertaine        | Nomade    | 1724-1741    | Éveil : premier grand réveil                                                      | 1727-1746    |
| Révolutionnaire | Républicain       | Héros     | 1742-1766    | Démêlé : Guerre de la Conquête                                                    | 1746-1773    |
| Révolutionnaire | Compromiste       | Artiste   | 1767-1791    | Crise : Révolution américaine                                                     | 1773-1794    |
| Guerre Civile   | Transcendantale   | Prophète  | 1792-1821    | Haut : époque des « bons sentiments »                                             | 1794-1822    |
| Guerre Civile   | Gilded            | Nomade    | 1822-1842    | Éveil : second grand réveil                                                       | 1822-1844    |
| Guerre Civile   | Guerre civile     | Héros     | 1822-1842    | Démêlé : Guerre américano-mexicaine et Sectionalisme                              | 1844-1860    |
| Guerre Civile   | Progressiste      | Artiste   | 1843-1859    | Crise : Guerre de Sécession                                                       | 1860-1865    |
| Grand Pouvoir   | Missionnaire      | Prophète  | 1860-1882    | Haut : Reconstruction et Gilded Age                                               | 1865-1886    |
| Grand Pouvoir   | Perdue            | Nomade    | 1883-1900    | Éveil : troisième grand réveil                                                    | 1886-1908    |
| Grand Pouvoir   | Grandiose         | Héros     | 1901-1924    | Démêlé : Première Guerre mondiale et Prohibition                                  | 1908-1929    |
| Grand Pouvoir   | Silencieuse       | Artiste   | 1925-1942    | Crise : Grande Dépression et Seconde Guerre mondiale                              | 1929-1946    |
| Millénaire      | Baby boomer       | Prophète  | 1943-1960    | Haut : capitalisme                                                                | 1946-1964    |
| Millénaire      | 13ieme Génération | Nomade    | 1961-1981    | Éveil : contre-culture et quatrième grand réveil (en)                             | 1964-1984    |
| Millénaire      | Millenials        | Héros     | 1982-2004    | Démêlé : grande modération et guerres culturelles                                 | 1984-2008    |
| Millénaire      | Homeland          | Artiste   | 2005-présent | Crises : crise économique mondiale, guerre contre le terrorisme, crise climatique | 2008-présent |